# Onthophagus toopi
Onthophagus toopi é uma espécie de inseto do género Onthophagus, família Scarabaeidae, ordem Coleoptera.
Foi descrita cientificamente por Monteith & Storey em 2013.